# Manuel Sarabia
Manuel Sarabia López (* 9. Januar 1957 in Gallarta, Gemeinde Abanto-Zierbena, Spanien) ist ein ehemaliger spanischer Fußballspieler. Als Profi aktiv war er von 1976 bis 1991. In der spanischen Nationalmannschaft spielte er zwei Jahre, von 1983 bis 1985 und schoss in dieser Zeit zwei Tore. Als Stürmer in der spanischen Liga schoss er insgesamt 102 Tore, davon 83 für Athletic Club de Bilbao, der ihn zum Profifußballspieler ausbildete und dem er fast seine gesamte aktive Zeit insgesamt 22 Jahre zur Seite stand. Ab 1988 wechselte er zu dem Verein CD Logroñés und beendete drei Jahre später in diesem seine Karriere als Profifußballspieler 1991.

## Quelle
- Statistik Spieler Manuel Sarabia (englisch)

| Personendaten    | Personendaten             |
| ---------------- | ------------------------- |
| NAME             | Sarabia, Manuel           |
| ALTERNATIVNAMEN  | Sarabia López, Manuel     |
| KURZBESCHREIBUNG | spanischer Fußballspieler |
| GEBURTSDATUM     | 9. Januar 1957            |
| GEBURTSORT       | Gallarta                  |